# Fernando de Olmos y Zapiain
Fernando de Olmos y Zapiain fue un capitán del ejército español, fue alcalde de Santafé en 1715.
Hijo legítimo del capitán, encomendero y también alcalde Fernando de Olmos y Salcedo y de Eufracias Zapiain y Loyoida.
En 1665 y 1667 le entrega las encomiendas de Totare y Doima a su hermano Andrés de Olmos Zapiain.
Su hermano, Juan Francisco de Olmos y Zapiain, fue cura de Susa, Cundinamarca desde 1689 hasta 1699. Tuvo dos hermanos más también clérigos, Andrés Jerónimo de Olmos y Zapiain, ya mencionado atrás, quien falleció el 2 de diciembre de 1719 siendo Dean de la Catedral de Cuba; y el cura jesuita Alonso de Olmos y Zapian, de quien no se posee mayor información. Tuvo por lo menos otro hermano más y una hermana, Tomás de Olmos y Zapiain, y doña Eufracia de Olmos y Zapiain. 